# Zhai Xiaochuan
Zhai Xiaochuan (翟晓川S, Zhái XiǎochuānP; Tangshan, 24 marzo 1993) è un cestista cinese.

## Carriera
Con la Cina ha disputato i Giochi olimpici di Rio de Janeiro 2016, i Campionati mondiali del 2019 e due edizioni dei Campionati asiatici (2015, 2022).